# Amaurobius barbarus
Amaurobius barbarus là một loài nhện trong họ Amaurobiidae.
Loài này thuộc chi Amaurobius. Amaurobius barbarus được Eugène Simon miêu tả năm 1910.